# Ramona (film 1910)
Ramona: A Story of the White Man's Injustice to the Indian  è un cortometraggio muto del 1910 diretto da David W. Griffith e interpretato da Mary Pickford.
Il film, tratto dal romanzo omonimo di Helen Hunt Jackson, venne girato a Hollywood, a Piru, a Rancho Camulos e a San Gabriel, in California. Una copia del film è conservata all'archivio della Library of Congress.

## Trama
Nella California meridionale, una giovane orfana, metà indiana e metà scozzese, è allevata in un ranch da una ricca messicana che ha promesso alla sorella, in punto di morte, di curarsi della figlia adottiva. Ma la signora Moreno non ama Ramona perché la disprezza in quanto indiana. Ramona, innamoratasi del pastore Alessandro, lascia il ranch e vive poveramente con il marito da cui ha una figlia. Un giorno il marito viene ucciso. 
Felipe, il figlio della signora Moreno - che, nel frattempo, è morta - viene a prendere Ramona di cui è da sempre innamorato e la porta a vivere in Messico.

## Produzione
Il film fu girato nella California del sud (a Camulos, Hollywood, Piru, Rancho Camulos, San Gabriel), prodotto dalla Biograph Company.

## Distribuzione
Il film - un cortometraggio di una bobina - venne distribuito dalla Biograph Company, uscendo nelle sale statunitensi il 23 maggio 1910. Ne venne fatta una riedizione che la General Film Company distribuì sul mercato americano il 18 settembre 1914.
La pellicola è conservata negli archivi della Library of Congress (American Film Institute / Mary Pickford collection), in negativo e positivo in 35 mm. Nel 2007, la Image Entertainment distribuì il film in DVD.

### Date di uscita
- USA	23 maggio 1910
- USA  2007 DVD

Alias
- Ramona: A Story of the White Man's Injustice to the Indian  USA  (titolo alternativo)

### Differenti versioni
Dal romanzo Ramona: A Story di Helen Hunt Jackson sono state tratte diverse versioni cinematografiche e televisive:
- Ramona - film del 1910 diretto da David W. Griffith
- Ramona - film del 1916 diretto da Donald Crisp
- Ramona - film del 1928 diretto da Edwin Carewe
- Ramona - film del 1936 diretto da Henry King
- Ramona - film del 1946 diretto da Víctor Urruchúa
- Ramona - film del 2000 aa. vv.